# Ян Келлер
Ян Ке́ллер (чеськ. Jan Keller; нар. 23 січня 1955, Фридек-Містек, Чехословаччина) — моравський професор, доктор філософських наук, соціолог, публіцист та еколог. Комуніст.

## Депутат Європарламенту
Був обраний до Європейського парламенту у 2014 році.
Голосував проти ратифікації угоди про асоціацію України з ЄС.

### Зовнішні посилання
- Jan Keller – neoficiální stránky [Архівовано 26 грудня 2012 у Wayback Machine.]
- Vlastní biografie [Архівовано 27 січня 2013 у Wayback Machine.] na stránkách blisty.cz [Архівовано 7 грудня 2012 у Wayback Machine.]
- Rozhovor poskytnutý BBC [Архівовано 26 лютого 2010 у Wayback Machine.]
- Kniha Politika s ručením omezeným v Britských listech [Архівовано 11 жовтня 2013 у Wayback Machine.]
- Kellerovy tři sociální světy – audio [Архівовано 14 березня 2013 у Wayback Machine.] a video [Архівовано 21 грудня 2012 у Wayback Machine.] záznam přednášky z 16. 3. 2010
- Články [Архівовано 21 січня 2013 у Wayback Machine.] v internetovém Deníku Referendum
- Články [Архівовано 17 листопада 2012 у Wayback Machine.] v internetovém deníku Britské listy